# Émile Fréteur
Émile Fréteur (* 22. Mai 1879 in Croix; † 14. Juni 1953 in Wattrelos) war ein französischer Turner.

## Leben
Émile Fréteur belegte bei den Olympischen Spielen 1900 in Paris im Einzelmehrkampf den 47. Platz. Sein Bruder Henri Fréteur nahm ebenfalls an diesem Wettkampf teil.